# Eugenia Trinchinetti

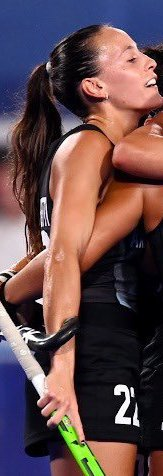
Eugenia Trinchinetti bei den Olympischen Spielen in Tokio (2021)

Eugenia María Trinchinetti (* 17. Juli 1997 in Victoria, Provinz Entre Ríos) ist eine argentinische Hockeyspielerin. Sie gewann mit der argentinischen Nationalmannschaft eine olympische Silbermedaille (2021) und eine Bronzemedaille (2024) sowie eine Weltmeisterschaftssilbermedaille (2022).

## Sportliche Karriere
Trinchinetti war schon im Jugendbereich recht erfolgreich. So gewann sie die Bronzemedaille bei den Olympischen Jugendspielen 2014. Bei den U21-Weltmeisterschaften 2016 gewannen die Argentinierinnen den Titel mit einem 4:2 über die Niederländerinnen.
Bereits im Oktober 2015 hatte Trinchinetti in der Nationalmannschaft debütiert. Ihr erstes großes Turnier war die Weltmeisterschaft 2018 in London. Die Argentinierinnen belegten in ihrer Vorrundengruppe den zweiten Platz. Im Viertelfinale unterlagen sie den Australierinnen im Shootout. Letztlich belegten die Argentinierinnen den siebten Platz. 2019 besiegten die Argentinierinnen im Finale der Panamerikanischen Spiele in Lima die Kanadierinnen mit 5:1. Bei den Olympischen Spielen in Tokio belegten die Argentinierinnen in ihrer Vorrundengruppe nur den dritten Platz. Mit einem 3:0-Sieg im Viertelfinale gegen die deutsche Mannschaft und einem 2:1-Halbfinalsieg über die Inderinnen erreichten die Argentinierinnen das Finale gegen die Mannschaft aus den Niederlanden. Die Argentinierinnen unterlagen mit 1:3 und erhielten die Silbermedaille. Trinchinetti war in allen acht Spielen dabei.
2022 erreichten die Argentinierinnen bei der Weltmeisterschaft in Terrassa mit einem Sieg im Shootout gegen die deutsche Mannschaft das Endspiel. Dort verloren sie mit 1:3 gegen die Niederländerinnen. Im Oktober 2022 bei den Südamerikaspielen in Paraguay siegte die chilenische Mannschaft im Shootout des Finales gegen die Argentinierinnen. 2023 trafen die Argentinierinnen im Finale der Panamerikanischen Spiele in Santiago auf das Team aus den Vereinigten Staaten und gewannen durch Tore von Agustina Gorzelany und Eugenia Trinchinetti mit 2:1. Bei den Olympischen Spielen 2024 in Paris erreichte sie mit der Mannschaft die Bronzemedaille.
Eugenia Trinchinetti bestritt bis zum 2. Juni 2024 179 Länderspiele für Argentinien, in denen sie 50 Tore erzielte.